# Revenu mixte
Le revenu mixte, en comptabilité nationale, est une composante du revenu des ménages ; il s’agit du solde du résultat d'exploitation pour les entreprises individuelles. C’est l'analogue des revenus salariaux que reçoivent les salariés des entreprises non-individuelles.
Le revenu mixte contient deux éléments indissociables : la rémunération du travail effectué par le propriétaire de l’entreprise et éventuellement les membres de sa famille, et son profit en tant que patron.